# Década de 1150
Séculos: Século XI - Século XII - Século XIII
Décadas: 1120 1130 1140 - 1150 - 1160 1170 1180
Anos: 1150 - 1151 - 1152 - 1153 - 1154 - 1155 - 1156 - 1157 - 1158 - 1159